# Splàvnaia
Splàvnaia (en rus: Сплавная) és un poble (possiólok) de l'óblast de Magadan, a Rússia, que el 2013 tenia 343 habitants.